# Campyloneurus fuscipennis
Campyloneurus fuscipennis är en stekelart som beskrevs av Szepligeti 1915. Campyloneurus fuscipennis ingår i släktet Campyloneurus och familjen bracksteklar. Inga underarter finns listade.